# Ferdinand von Werdenberg und Namiest

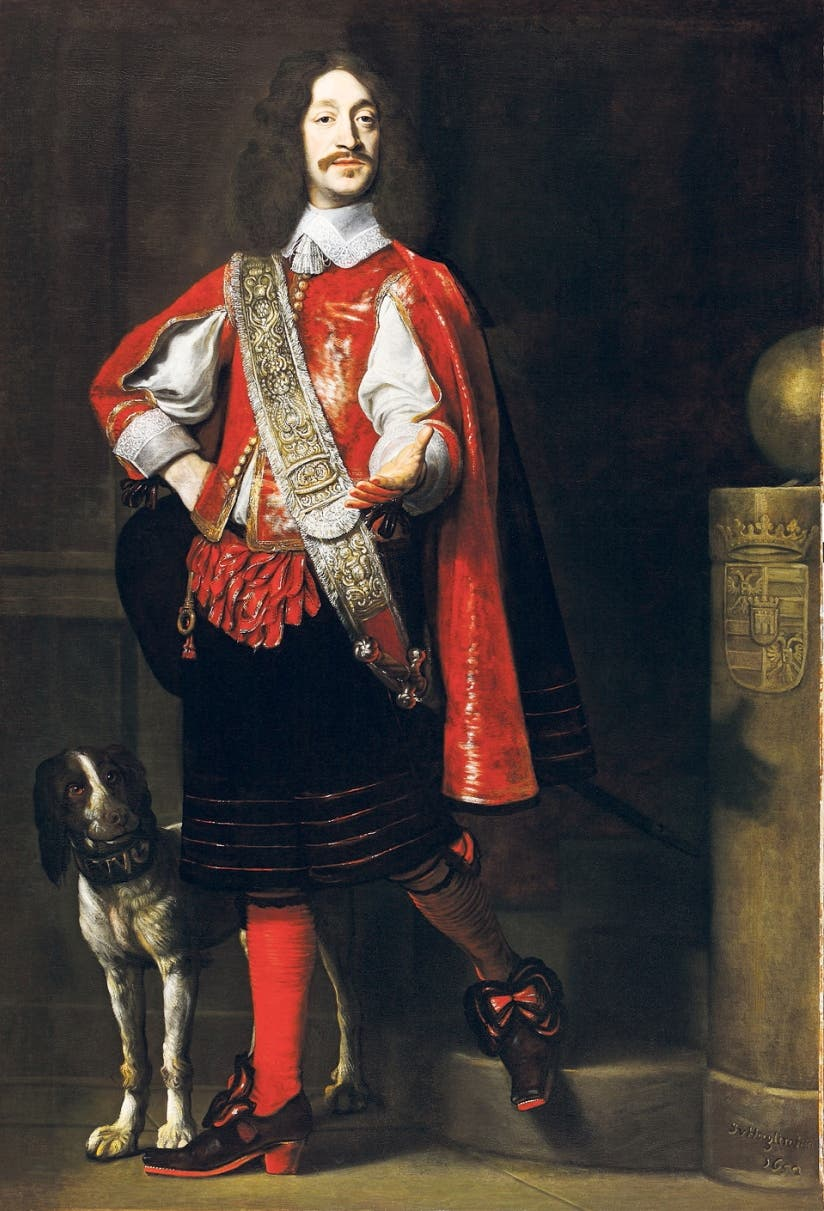
Ferdinand, Graf von Werdenberg, 1652 gemalt von Samuel van Hoogstraten (Sammlung Briner und Kern). An seinem Gürtel hängt der goldene Kämmererschlüssel. Auf der Säule das quadrierte Wappen mit dem kaiserlichen Doppeladler (auf der Brust die Initiale F von Ferdinand II.) und dem Stammwappen der Verda, im Herzschild die Werdenberger Kirchenfahne.

Ferdinand Graf von Verdenberg und Namiest, Freiherr zu Peyerbach, Kreuz, Oberstein und Fleding (* 22. Oktober 1625 in Wien; † 27. März 1666 in Wien) war Kämmerer am Wiener Hof, oberster Erbstallmeister der fürstlichen Grafschaft Görz sowie kaiserlicher Rat, Kämmerer und Landrechtsbeisitzer in der Markgrafschaft Mähren.

## Leben und Wirken
Ferdinand Graf von Verdenberg (oftmals falsch "Werdenberg" geschrieben) lebte und arbeitete als Kämmerer am Wiener Hof. Seine Vorfahren hatten den Namen von den bereits ausgestorbenen mittelalterlichen Grafen von Werdenberg bei Sargans übernommen. Sein Vater Johann Baptist Verda von Verdenberg, der auch am Wiener Hof tätig war, hatte die Herrschaft Namiest in Mähren vom Feldherrn Albrecht von Wallenstein (von Waldstein) erworben und als Stammsitz ausgebaut. Johann Baptist hatte zusammen mit Johann Peter Verda von Verdenberg außerdem Katzhofen bei Grafenegg durch Kauf erworben. Johann Baptist wurde geheimer Rath und Hof-Vize-Kanzler bei den Kaisern Ferdinand II. und III. und daraufhin später in den Grafenstand erhoben.
Ferdinand Graf von Verdenberg fokussierte sich vor allem auf den Aufbau einer Kunstsammlung, den Ausbau der Schlösser und der Pferdezucht. Von ihm sind mindestens zwei von dem Niederländer Samuel van Hoogstraten gemalte Porträtbilder erhalten. Am 27. März 1666 starb er ohne männliche Nachkommen.